# Kemično orožje
Kémično oróžje je vsako bojno sredstvo v obliki naravnega ali umetnega (sintetičnega) strupa ali zažigalnega sredstva, namenjeno za začasno onesposobitev ali povzročitev hudih poškodb ter smrti ljudi in/ali živali, ali pa za uničenje rastlin in s tem onemogočanje njihove uporabe, ter se ga uvršča med orožja za množično uničevanje.
Po splošno sprejeti teoriji so Kitajci začetniki uporabe kemičnega orožja, ki so ga že v obliki dražljivih dimov, nastalih iz naravnih snovi, uporabljali več stoletij pred našim štetjem za zatrtje kmečkih uporov in v boju proti sovražnim vojskam. Kemično orožje se je najobsežneje uporabljalo v prvi svetovni vojni, ko je zaradi uporabe več deset tisoč ton dušljivcev, predvsem klora in fosgena, ter mehurjevcev, predvsem iperita, umrlo več kot milijon ljudi, veliko več pa jih je bilo poškodovanih.
V Vietnamski vojni so oborožene sile ZDA v boju proti Vietkongovskim silam uporabile več deset milijonov litrov herbicidov, zaradi česar je bilo prizadeto rastlinje na okoli 13 % celotne površine Južnega Vietnama, poleg tega je za posledicami zastrupitve umrlo ali je bilo poškodovanih več sto tisoč ljudi, zaradi teratogenih učinkov pa se je do danes rodilo več kot pol milijona otrok s številnimi razvojnimi nepravilnostmi. Eden najbolj znanih terorističnih napadov s kemičnim orožjem se je zgodil leta 1995 na Japonskem, ko je za posledicami živčnega plina sarina na podzemni železnici v Tokiu umrlo najmanj 12 ljudi, več kot 5.000 pa jih je bilo poškodovanih. Shranjevanje, kopičenje in uporaba kemičnega orožja je od leta 1993 prepovedana s Konvencijo o kemičnem orožju.
Obstaja veliko kemičnih snovi, ki se lahko uporabijo za vojne namene ali terorizem, in jih v glavnem delimo na dušljivce, mehurjevce, živčne strupe, krvne strupe, bljuvalce oz. bruhavce, dražljivce in psihotropne snovi, v razširjenem pomenu pa še na zažigalna sredstva in herbicide. Podobno kot pri biološkem orožju sta zahtevana raven tehnologije in vložek finančnih sredstev razmeroma nizka, poleg tega se lahko proizvodnjo in razvoj prikrije v civilnih kemičnih in farmacevtskih industrijskih obratih.
Glavna načina uporabe sta razširjanje strupa z eksplozivnimi napravami ter razpršenje aerosolnih delcev s pomočjo škropilnih naprav. Kljub tehnološkemu napredku je učinkovito razširjanje še vedno težavno, saj so med ostalim bojni strupi v veliki meri prisotni v plinastem stanju, zato je razširjanje odvisno predvsem od podnebnih pogojev.
Pri preventivi in zaščiti pred kemičnim orožjem je pomembno zgodnje odkrivanje uporabe in krizno obveščanje prebivalstva, razni zaščitni sistemi in ukrepi, kot so plinske maske in dekontaminacija, ter hitra prva pomoč zastrupljencem.

## Zgodovina

### Vzhodna cesarstva
Po vsej verjetnosti so Kitajci začetniki kemičnega bojevanja; zapisi o uporabi tovrstnega orožja tako v vojni kot tudi v zatrtju kmečkih uporov segajo več stoletij pred našim štetjem. Večinoma je šlo za dušljive in dražljive dime, kot netilo pa je služil smodnik, h kateremu so bile dodane različne naravne surovine, med ostalim apno, žveplo, oglje, kalijev nitrat (KNO3) in iztrebki živali. Po zapisih Mohistov naj bi Kitajci s pomočjo mehov razpihovali dražljivi dim iz zažganih krogel žvepla in strupenih odpadkov zelenjave v tunele proti sovražni vojski.
Kemično vojskovanje na vzhodu opisujeta tudi indijska epa Ramayana in Mahabharata. Po Manujevem zakoniku je bila uporaba strupenih in zažigalnih puščic prepovedana, po drugi strani pa je bilo zastrupljanje vode in hrane priporočljivo. Čanakja je v delu Arthašastra prav tako opisoval več sto načinov za izdelavo strupenega orožja. Nekateri starogrški zgodovinarji opisujejo, da je v 4. stoletju pr. n. št. Aleksander Veliki naletel na odpor Indijcev blizu reke Ind, ki so za obrambo uporabili strupene puščice in zažigalna sredstva.

### Antika
Najstarejši zapisi v zahodni literaturi, ki se deloma nanašajo na kemično orožje, so grški miti o Herkulu, ki je svoje puščice namazal s strupom Lernejske Hidre. Homerjeva epa Iliada in Odiseja prav tako opisujeta uporabo strupenih puščic v Trojanski vojni. Kemično orožje so večkrat uporabili tudi Špartanci, med ostalim v bitki pri Sfakteriji v Peloponeški vojni, ko so uporabili zažigalna sredstva in pline na osnovi žvepla.
Eden bolj znanih primerov uporabe kemičnega orožja v Antiki je obleganje Ambracije leta 187 pr. n. št., kjer so Rimljani uporabili dušljive pline in jedek pepel. Prebivalci Ambracije so kot odgovor na to v tunele pod obzidjem, ki so jih izkopali rimski oblegovalci, razpihali dim iz zažganega perja, česar rimski vojaki niso prenesli. Obupani zaradi neuspeha so Rimljani prekinili obleganje mesta.

### Srednji vek
Največja uporaba kemičnega orožja v antičnem času ter pozneje v zgodnjem in visokem srednjem veku je bila na področju zažigalnega orožja. Najznamenitejši primer je t. i. grški ogenj iz Bizantinskega cesarstva; Bizantinci so ga sicer imenovali »morski ogenj«, njihovi muslimanski sovražniki pa »rimljanski ogenj«. Znanje za izdelavo mešanice so verjetno prinesli begunci iz Sirije. Grški ogenj je bil pomemben predvsem zato, ker je zagorel ob stiku z vodo, zaradi česar so Bizantinci nizali velike uspehe v boju proti muslimanom na morju, med ostalim v bitki pri Kiziku leta 678. Grški ogenj je bil uporabljen v tolikšni meri, da se ga lahko obravnava kot psihološko orožje: noben v takratnem času ni znal pojasniti, zakaj se npr. spontano vžge ali zakaj se ga ne more pogasiti. Tisti, ki so poznali sestavo, so oblastem vztrajno zatrjevali, da je božji angel razodel sestavo Bizantincem in da bi njegovo razkritje sprožilo maščevanje Boga. Po križarskem zajetju Konstantinopla leta 1204 grški ogenj ni bil nikoli več uporabljen, znanje o sestavi pa se je verjetno porazgubilo.
Kljub temu, da Turki nikoli niso imeli v posesti grškega ognja, so v bitkah uporabljali zažigalne projektile na osnovi nafte: na ta način so uničili Bagdad leta 813 in Kairo leta 1167. Muslimani so se sicer izogibali dodajanju strupenih snovi v zažigalne mešanica, saj Koran prepoveduje zastrupljanje zraka in vode.
Sredi 13. stoletja so po zapisih Davida Huma angleške pomorske sile pod vodstvom Henrika III. v boju proti francoskim silam katapultirale projektile, napolnjene s kalcijevim oksidom (CaO), kar naj bi zaslepilo posadko francoskih ladij, posledično pa se francoske sile niso mogle učinkovito braniti. V poznem 15. stoletju so španski konkvistadorji naleteli na primitiven način kemičnega bojevanja na otoku Hispaniola, kjer so bojevniki ljudstva Taíno proti španskim zavojevalcem metali buče, napolnjene s pepelom in čilijem, s čimer so ustvarili moteč dim, preden so jih napadli.
Pozneje v srednjem veku, pred uvedbo smodnika v Evropi, ni bilo pomembnega napredka v razvoju orožja: v obrambi ali napadu na utrdbe se je povečini uporabljalo goreče olje, stopljen svinec ali pa se je zažgalo kupe sena.

### Novi vek
V renesansi je po uvedbi smodnika in pehotnega orožja ter razvoju topništva zanimanje za kemično orožje usahnilo. Navkljub temu je Leonardo da Vinci predlagal strup v obliki prahu, sestavljen iz apnenca, arzenovega sulfida in bakrovega acetata, ki bi ga lahko uporabili v boju proti ladjam za zadušitev posadke. Poleg tega je predlagal celo zaščitno obleko in masko za zaščito v primeru povračilnih ukrepov.
Med bitko za Daugavo leta 1701 so sile švedskega kralja Karla XII. prikrile svoj premik proti ruskim položajem s pomočjo dimne zavese in tako dosegle odločilno zmago.
Leta 1675 sta Sveto rimsko cesarstvo in Francosko kraljestvo podpisala Strasbourški sporazum, ki je med ostalim vseboval prepoved uporabe »zahrbtnih in ostudnih« strupenih orožij, med ostalim krogel, premazanih s strupom; to je tudi prvi tovrstni sporazum na svetu. Med tridesetletno vojno so sile habsburških cesarjev Ferdinanda II. in Ferdinanda III. ter španskega kralja Filipa IV. v velikih količinah uporabljale različne eksplozivne naprave, napolnjene s strupenimi snovmi.

»/.../ V tem nasprotovanju ni bilo nobenega smisla. Trenutna zakonita metoda bojevanja je, da se topniške granate napolni z raztopljeno kovino, ki se razprši nad sovražno silo in povzroči najhujši način smrti. Zakaj je strupen plin, ki bi ubil vojake brez trpljenja, označen za nezakonitega, je nerazumljivo ...«

sir Lyon Playfair, 1854
Med Krimsko vojno so angleške sile nameravale nad ruskim garnizonom v Sevastopolu uporabiti več sto ton mešanice žvepla in koksa ter kakodil (tetrametildiarzan); sir Lyon Playfair je celo predlagal uporabo topovskih granat, napolnjenih s cianidom. Vse načrte so britanski admirali zavrnili zaradi navzkrižja z zakoni bojevanja. Podoben načrt v Ameriški vojni za neodvisnost, da bi v boju proti konfederacijskim silam topovske granate napolnili s klorinom, sta zavrnila tako vojno ministrstvo kot tudi takratni predsednik Lincoln.
Na prvi Haaški konferenci leta 1899 so svetovne vojaške velesile sprejele konvencijo, katere namen je bil predvsem prepoved uporabe določene moderne tehnologije v vojni, in sicer bombardiranja položajev iz zraka ter uporabe kemičnega orožja (dušljivcev in ostalih škodljivih plinov) in delnooplaščenih krogel z votlo konico.

### Prva svetovna vojna
Vojskujoče sile so že skoraj od začetka vojne uporabljale topniško strelivo, napolnjeno z dražljivci. Francoske sile so prve v vojni uporabile kemično orožje avgusta 1914, in sicer strelivo, napolnjeno z etil bromoacetatom, nemške sile pa so ga prvič uporabile na vzhodni fronti januarja 1915, v obliki ksilil bromida.
Klor so nemške sile prvič uporabile aprila 1915 v drugi bitki pri Ypresu. Zaradi večje teže od zraka se je klor nakopičil v strelskih jarkih, francoske sile pa so morale zaradi številnih žrtev zapustiti položaje, kar so nemške sile izkoristile in prodrle globlje v ozemlje Francije. Maja 1915 so proti ruskim silam izvedli podoben napad z mešanico klora in fosgena, kar je povzročilo več tisoč smrtnih žrtev. Marca 1917 so fosgen spuščali tudi z letal. Julija 1917 so nemške sile pri Ypresu prvič izvedle napad z iperitom; do konca vojne je iperit terjal največ smrtnih žrtev med vsemi uporabljenimi kemičnimi orožji.
Ocenjeno je, da so granate, napolnjene s kemičnim orožjem, predstavljale okoli 25 % uporabljenega streliva na obeh straneh v prvi svetovni vojni. Če bi se vojna nadaljevala še eno leto, bi spopad teoretično prešel v pravo kemično vojno.
Navkljub izboljšavam plinskih mask in druge zaščitne opreme so strupeni plini terjali več kot milijon smrtnih žrtev, kar je slabih 5 % vseh žrtev zaradi orožja. V mnogih primerih so žrtve sicer preživele neposreden napad s plinom, vendar so pozneje zaradi različnih poškodb podlegle nalezljivim boleznim. Med vsemi vojskujočimi silami so Rusi utrpeli najhujše izgube zaradi kemičnega orožja (okoli 11 %).

### Medvojna leta
V medvojnih letih je bilo kemično orožje uporabljeno le občasno za pokoritev prebivalstva in zatrtje uporov.
Leta 1920 so se Arabci in Kurdi v takratni Mezopotamiji uprli britanski okupaciji, zaradi česar so bile britanske izgube hude. Nekateri zgodovinarji zatrjujejo, da so britanske sile uporabile bojne pline za zatrtje vstaje, drugi pa to zanikajo, med ostalim zaradi opiranja Britancev na letalske sile in požiganje uporniških vasi.
Navkljub hudim izgubam v prvi svetovni vojni zaradi kemičnega orožja so sile Rdeče armade leta 1920 med Rusko državljansko vojno uporabile strupene pline v boju proti silam bele garde.
Med drugo maroško vojno v Španskem Maroku (1921-27) so skupne francoske in španske sile uporabljale bombe, napolnjene z iperitom, da bi zatrle upor Berberov.
Zaradi grozot v prvi svetovni vojni je šestnajst držav leta 1925 podpisalo Ženevski protokol, ki je prepovedoval razvoj in uporabo kemičnega orožja. Protokol so svetovne velesile, med ostalim Združeno kraljestvo, ZDA, Sovjetska zveza, Nemčija in Japonska, pozneje v glavnem ignorirale.
Leta 1935 so sile fašistične Italije, ki je nekaj let pred tem podpisala Ženevski protokol, med invazijo Etiopije v drugi Italijansko-Abesinski vojni uporabile iperit, in sicer v razpršeni obliki iz letal, zaradi česar je umrlo ali je bilo poškodovanih okoli 150.000 ljudi.

### Druga svetovna vojna

#### Nemški razvoj živčnih plinov
V iskanju učinkovitejših pesticidov so nemški znanstveniki pod vodstvom Gerharda Schraderja odkrili tabun v drugi polovici 30-ih let prejšnjega stoletja. Že med eksperimenti so se na znanstvenikih kazali učinki pesticida kot zožitev zenic (mioza) ter oteženo dihanje. Leta 1935 so Nacisti izdali zakon, po katerem so morale biti vse iznajdbe z vojaškim potencialom prijavljene na Ministrstvo za vojno. Zaradi velikega potenciala je vojska naročila podjetniškemu konglomeratu I.G. Farben gradnjo industrijskega obrata za proizvodnjo tabuna, ki pa je postal popolnoma delujoč šele po nekaj letih zaradi korozivnega učinka sestavin in strupenosti, zaradi katere je prišlo do več kot 300 nesreč navkljub zaščiti delavcev. I.G. Farben je imel v lasti tudi druge obrate, med ostalim tiste za proizvodnjo pesticida Zyklon B (mešanica vodikovega cianida, HCN), ki se je uporabljal za usmrtitev v nacističnih koncentracijskih taboriščih, sicer pa je že v prvi svetovni vojni izdeloval kemično orožje za nemško vojsko.
Leta 1938 je bil odkrit drugi organofosfatni pesticid, poimenovan kot sarin po odkriteljih (Schrader, Ambros, Rüdriger in van der Linde). Sarin je bil v okviru programa Grün 3 najdražji živčni bojni plin zaradi potrebe po desetkrat večji količini surovih materialov za proizvodnjo okoli 100 ton plina.
Več tisoč ton živčnih plinov v obliki letalskih bomb in topniških granat je bilo proti koncu vojne pripravljenih za takojšno bojno uporabo. Živčni bojni plini v drugi svetovni vojni niso bili nikoli uporabljeni, verjetno zato, ker so nemške obveščevalne službe domnevale, da so v zahodnih državah namerno preprečili objave raziskav o omenjenih spojinah, posledično pa so napačno sklepale, da so zavezniki prav tako vedeli za to orožje, zaradi česar so se bali povračilnih ukrepov.
V avgustu 1944, ko se je sovjetska Rdeča armada bližala Šleziji in so se zahodni zavezniki, v tekmi s Sovjeti za zajetje nemškega orožja, pospešeno bližali meji, so Nemci začeli uničevati vso dokumentacijo o raziskavah ter proizvodnji tabuna in sarina. Kljub načrtovanim uničenjem proizvodnih obratov so Sovjeti zajeli številne obrate in pozneje sami nadaljevali s proizvodnjo, še posebej somana, ki je postal primarni živčni bojni plin v oborožitvi Sovjetske zveze.

#### Ameriška in japonska uporaba
2. decembra 1943 so nemški bombniki napadli pristanišče Bari v južni Italiji in uničili 16 ladij, med ostalim SS John Harvey, ki je prevažala velike količine iperita. Namenjen je bil za povračilne ukrepe proti Nemcem, če bi ti pričeli s kemičnim bojevanjem, zato je bil podatek o vsebini ladje strogo varovana skrivnost. Posledice nesreče so bile zato mnogo hujše, saj zdravniki niso poznali vzroka poškodb, posledično pa je bilo zdravljenje napačno. Umrlo je več kot 80 mornarjev, več sto pa jih je bilo poškodovanih. To so tudi edine žrtve iperita v drugi svetovni vojni; žrtve med italijanskimi civilisti zaradi plina niso bile dokumentirane, deloma zato, ker je nemški napad sam po sebi povzročil obsežno uničenje, zaradi česar je včasih poimenovan kot »Mali Pearl Harbor«.
Japonska cesarska vojska je prav tako pogosto uporabljala kemično orožje, vendar samo proti drugim azijskim narodom, obravnavanih kot »manjvredni« s strani propagande, saj so se bali povračilnih ukrepov zahodnih zaveznikov. Obsežne vojaške operacije s kemičnim orožjem proti kitajskim silam so trajale predvsem od leta 1938 naprej; primera tega sta bitka za Wuhan in bitka za Changde. Že samo od avgusta do oktobra 1938 je cesar Hirohito odobril uporabo kemičnega orožja v 375 primerih med bitko za Wuhan. Sprva so bili v uporabi predvsem dražljivci, pozneje pa še iperit in luizit. Enoti 731 in 516 so med vojno opravljale poskuse s kemičnim orožjem na zapornikih.

### Hladna vojna
Po drugi svetovni vojni so zavezniki začeli sami razvijati kemično orožje na osnovi nemških odkritij, pri tem pa so sodelovali tudi nekateri nemški znanstveniki (npr. Schrader, prej zaposlen pri I.G. Farben). Leta 1952 so znanstveniki v Porton Downu v Angliji odkrili t. i. bojni plin VX, vendar so projekt kmalu zatem opustili in izsledke raziskav predali ZDA, kjer so nadaljevali z razvojem in proizvodnjo bojnih plinov serije V, predvsem v oporišču Rocky Mountain Arsenal (RMA) blizu Denverja v Koloradu. Sovjetski znanstveniki na inštitutu I.M. Sečenov v takratnem Leningradu so prav tako razvijali svojo varianto plina VX, saj so sovjetski vohuni uspeli prenesti le molekularno formulo spojine in ne točne kemične strukture.
Kljub intenzivnemu razvoju se kemično orožje ni obsežneje uporabljalo, vendar so bili posamezni primeri medijsko odmevni. V Korejski vojni sta Ljudska republika Kitajska in Severna Koreja obtožili ZDA uporabe kemičnega orožja. Za to sicer ni dokazov, poleg tega pa oborožene sile ZDA po drugi svetovni vojni niso bile opremljene s tovrstnim orožjem, predvsem zaradi nizke pripravljenosti in nizkih oborožitvenih izdatkov. Verjetno razlago za obtožbe lahko pojasni pričevanje V.N. Razuvajeva, nekdanjega sovjetskega vojaškega svetovalca za Severno Korejo, po katerem naj bi smrt korejskih vojakov povzročila zastrupitev z ogljikovim dioksidom, ki se je nakopičil v tunelih zaradi številnih eksplozij letalskih bomb. Dihalna stiska in pljučni edem pri vojakih sta bila zelo podobna zastrupitvi z drugimi dušljivci.
Med Vietnamsko vojno leta 1962 so sile ameriške vojske sprožile t. i. operacijo Ranch Hand, pri kateri so v boju proti Vietkongovskim silam na kmetijskih površinah in gozdovih uporabile več kot 75 milijonov litrov herbicidov oz. defoliantov, s čimer so hotele uničiti pridelavo hrane in učinkovita skrivališča pred letalskimi napadi v obliki goste džungle. Operacija je trajala do leta 1971 in je v manjši meri zajela tudi sosednjo Kambodžo in Laos. Natančne ocene izpostavljenih ljudi, ki so utrpeli posledice, ni. Vietnamska vlada ocenjuje, da je zaradi uporabe herbicidov umrlo ali je bilo poškodovanih okoli 400.000 ljudi, okoli pol milijona otrok pa se je rodilo z razvojnimi nepravilnostmi. Raziskovalci iz Univerze Columbia ocenjujejo, da je vaseh, ki so bile izpostavljene napadom s herbicidi, živelo okoli 4,8 milijonov ljudi, dodatno pa je bilo izpostavljenih še milijon Vietkongovskih vojakov. Vietnamski rdeči križ ocenjuje, da ima vsaj 3 milijone Vietnamcev zdravstvene probleme zaradi izpostavljenosti herbicidom, med katerimi je okoli 150.000 otrok, ki so se rodili z razvojnimi nepravilnostmi.
Po poročanju novinarjev naj bi med intervencijo egiptovske vojske v jemenski državljanski vojni prišlo do uporabe kemičnega orožja že na začetku vojne. Leta 1967 naj bi egiptovska vojska izvedla velik napad s kemičnim orožjem, zaradi česar je umrlo najmanj 100 ljudi. Poleg tega naj bi uporabljala tudi živčne pline (najverjetneje sarin), čeprav naj bi v resnici po eni teoriji šlo za organofosfatne pesticide (kot je paration), ki so bili v posodicah, pričvrščenih na ročne granate.

#### Iransko-iraška vojna in zalivski vojni
Med iransko-Iraško vojno so iraške sile uporabljale kemično orožje tako proti iranskim silam kot tudi proti kurdskim civilistom. Leta 1981 je Iran prvič poročal o uporabi tovrstnega orožja z iraške strani, tri leta zatem pa so uporabo potrdili še Združeni narodi. Prvotna uporaba v zgodnejših letih vojne je bila zaradi pomanjkljivega znanja premalo učinkovita za odločilne zmage, kar je med ostalim vodilo do žrtev na lastni strani. V poznejših letih vojne je uporaba postala veliko bolj sofisticirana, in sicer so iraške sile proti sprednjim iranskim položajem uporabljale živčne bojne pline (npr. tabun), proti stranskim logističnim področjem pa iperit. Iranska vojska je bila sestavljena predvsem iz mladih, slabo izurjenih in oboroženih, vendar fanatičnih vojakov, imenovanih bassij, ki so bili še posebej izpostavljeni bojnim plinom, zaradi česar so iranske ofenzive spremljale hude izgube. Kljub temu predstavljajo žrtve zaradi kemičnega orožja le 3-5 % vseh žrtev v vojaških spopadih.
Leta 1988 so iraške sile uporabile orožje še proti kurdski populaciji (npr. v vasi Halabja), zaradi česar je umrlo okoli 4.000 civilistov. Glede na iranska poročila naj bi bili simptomi in znaki značilni za zastrupitev s cianidi, medtem ko druga poročila omenjajo velike količine iperita in drugih snovi. Britanski znanstveniki so leta 1992 našli sledove sarina, žveplovega iperita in drugih snovi v oblekah in ostankih žrtev ter fragmentih streliva.
Iranci so na osnovi omenjenega pokola posneli film, ki je zaradi seznanitve mednarodne javnosti navidez prinesel veliko propagandno zmago. Ironično, zaradi filma je bila s strahotami tovrstnega orožja seznanjena tudi iranska javnost, kar naj bi imelo demoralizacijski učinek na Irance, zaradi česar je leta 1988 Iran zaprosil za mir. V poznejših letih vojne so sicer tudi iranske sile začele razvijati svoje kemično orožje in so ga nekajkrat tudi uporabile (npr. leta 1986 v bojih okoli Basre); do konca vojne so lahko proizvedle živčne bojne pline, fosgen in vodikov cianid.
Leta 1980 je delovna skupina OZN-a pričela s kemičnim razoroževanjem, leta 1984 pa je takratni ameriški predsednik Ronald Reagan pozval k mednarodni prepovedi kemičnega orožja. 1. junija 1990 sta ameriški predsednik George H. W. Bush in sovjetski predsednik Mihail Gorbačov podpisala bilateralno pogodbo o prekinitvi proizvodnje in uničenju zalog kemičnega orožja. Multilateralna Konvencija o kemičnem orožju (CWC) je bila podpisana leta 1993, veljati pa je začela leta 1997. Do sedaj je konvencijo podpisalo 165 držav, med drugim tudi Slovenija.
V prvi zalivski vojni je obstajala nevarnost, da bi iraške sile ponovno uporabile kemično orožje. Zaradi tega so se koalicijske sile obsežno pripravljale na morebitni napad; med ostalim je bil vzpostavljen nadzorni in opozorilni sistem, vojaki pa so bili dodatno opremljeni z avtoinjektorji, ki so vsebovali atropin in druge snovi za izničenje učinka živčnih plinov, iz istega razloga pa so preventivno prejeli tablete piridostigmin bromida. Do dandanes ni nobenih dokazov, da bi iraške sile namerno uporabile kemično orožje proti koalicijskim silam. Leta 1996 so ameriške sile uničile skladišče v Khamisiyahu, ki naj bi glede na mnenje ameriškega Ministrstva za obrambo (DoD) vsebovalo več ton sarina. Po drugi zalivski vojni so koalicijske sile našle zastarelo strelivo s kemičnim orožjem, kar je bilo za Petra Hoekstra in Ricka Santoruma, republikanska politika, dokaz, da so ameriške sile našle orožje za množično uničevanje, s tem pa bi bila vojna upravičena. Nasprotno od tega sta David Kay, vodja iraške preiskovalne ekipe, in njegov naslednik, Charles Duelfer, izdala poročilo, po katerem orožje, ki so ga našle koalicijske sile, nikakor ni orožje za množično uničevanje ter da odkritje ne nakazuje na skladiščenje ali razvoj kemičnega orožja v režimu Saddama Husseina. Omenjeno dotrajano strelivo je namreč izviralo še iz časa iransko-iraške vojne, kar pomeni, da ni več predstavljalo nobene nevarnosti; ostale zaloge kemičnega orožja so bile uničene leta 1991 pod nadzorom OZN-a.

#### Ruska invazija Ukrajine 2022
Ruska vojska je večkrat lokalno uporabila kemično orožje nad ukrajinsko vojsko. Najpogosteje je šlo za uporabo K-51 granat s solzivcem, ki so jih z droni spustili na ukrajinske pozicije. Rusija je tudi Ukrajino obtožila uporabe kemičnega orožja, vendar za te trditve ni predložila nobenih dokazov. Leta 2024 so ZDA uvedle sankcije proti ruskim posameznikom in podjetjem, ki so vpleteni v proizvodnjo kloropikrina, bojnega plina, ki je bil uporabljen tudi v prvi svetovni vojni.

## Kemični terorizem
Kemični terorizem se lahko definira kot namerna uporaba oziroma grožnja z uporabo strupene kemikalije proti civilnemu prebivalstvu za povzročitev smrti, onesposobitve, ekonomske škode in/ali panike. Med strupene kemikalije lahko štejemo bodisi kemično orožje v pravem smislu, ki je bilo izdelano za povzročitev škode, bodisi običajne industrijske in poljedelske kemikalije, ki so prav tako zelo strupene in nared za takojšnjo uporabo.
V primerjavi z bioterorizmom se kemični terorizem razlikuje v več pomembnih stvareh. Poleg očitne razlike, da so kemikalije po navadi umeten proizvod, kar je v nasprotju z biološkim orožjem, ki vključuje žive organizme in njihove produkte, so učinki kemičnega orožja po navadi dramatični in nastanejo hitro, medtem ko je biološko orožje dokaj »zahrbtno«, saj se učinki uporabe začnejo kazati šele po dnevih, tednih ali mesecih. Razlika je tudi v samem temelju uporabe: zaradi zakasnitve izražanja bolezni se lahko samo z grožnjo povzroči paniko in zmedo med prebivalstvom ter močno obremeni zdravstvene ustanove, medtem ko je to pri kemičnem orožju zelo težko oz. skoraj nemogoče doseči brez vidnih posledic, tj. brez žrtev. Samo z dejansko uporabo se lahko doseže rezultat, ki pa je smrt ali onesposobitev kot tudi strah.
Začetki kemičnega terorizma segajo v konec druge svetovne vojne, ko je bila ustanovljena judovska skupina morilcev, imenovana »Maščevanje izraelske krvi« (hebrejsko Dahm Y`Israel Nokeam). Trije pripadniki skupine so zastrupili hlebce kruha z arzenikom v vojaškem kompleksu zaporov blizu Nürnberga v Nemčiji, zaradi česar je bilo hospitaliziranih več kot 200 nekdanjih pripadnikov SS-a, vendar ni bilo nobene smrtne žrtve.
Leta 1974 so v hišni preiskavi teroristične skupine »Nezemljani Amerike« (angleško Aliens of America), ki je bila med ostalim odgovorna za več umorov, bombnih napadov in podtaknjenih požarov, našli prekurzorske kemikalije za sintezo fosgena in sod z več kot 10 kg vodikovega cianida, sama skupina pa je trdila, da ima v lasti še večjo količino sarina in druge živčne pline.
Prvi dejanski teroristični napad s kemičnim orožjem se je zgodil 27. junija 1994, ko je japonski kult Aum Shinrikyo, apokaliptična skupina, ki je verjela v popolno uničenje sveta, izpustila sarin v Matsumotu, zaradi česar je umrlo 7 ljudi, okoli 500 pa jih je bilo poškodovanih. Sledeče leto, 20. marca 1995 je izvedla obsežnejši napad na podzemno železnico v Tokiju, zaradi česar je umrlo 13 ljudi, okoli 1.100 jih je bilo poškodovanih.
29. decembra 1999, štiri dni po ruski ofenzivi v Groznyju, so čečenski teroristi sprožili dve bombi s sodoma, napolnjenima s klorom; zaradi vetra ni bilo nobenih žrtev. 26. oktobra 2002 so ruske specialne sile uporabile psihotropni strup (verjetno KOLOKOL-1, aerosoliziran derivat fentanila) med reševanjem talcev v gledališču Dubrovka v Moskvi, zaradi česar je umrlo okoli 40 teroristov in vsaj 120 talcev. Sodeč po javnih anketah je bila večina ruske javnosti sicer zadovoljna s Putinovim odzivom na situacijo ter z vojaško akcijo.
Zgodaj v letu 2007 je v Iraku prišlo do številnih bombnih napadov s klorom, zaradi česar je bilo poškodovanih več kot 350 ljudi. Organizatorji napadov naj bi bili povezani s teroristično organizacijo Al Kaida.

## Vrste bojnih strupov
Pod izrazom kemično orožje razumemo vse strupene snovi, ki v tarčni populaciji povzročijo poškodbe, onesposobitev ali smrt. Trenutno še vedno ni enotne razdelitve, saj različne literature podajajo različne razdelitve, in med ostalim pogosto prištevajo še zažigalno orožje, kot je napalm, in herbicide oz. defoliante.
Kemično orožje se lahko kategorizira na osnovi fizikalnih in kemičnih lastnosti ter toksičnosti in mehanizma delovanja. Tako v prvi vrsti ločimo ubojna in neubojna sredstva, čeprav je ločnica med njimi pogosto nejasna, saj lahko manjši odmerki (subletalne doze) le onesposobijo ali poškodujejo tarčo. V preteklosti so oborožene sile ZDA imele doktrino, po kateri so topniško obstreljevanje zmanjšali v takšnem obsegu, da je pri tem nastala polovica smrtnega odmerka sarina, posledično pa bi bile sovražne sile le onesposobljene; doktrina je bila uvedena zaradi varčevanja s strelivom in ne zaradi humanih načel.
Način delovanja označuje vstopno pot strupene snovi, ki poteka največkrat preko dihal (inhalacije) ali kože (dermalnega kontakta), in na ta način doseže krvni obtok. Naslednja razdelitev sloni na zakasnelem času med izpostavitvijo in pojavom učinkov. Hitro delujoči strupi, kot so cianidi in živčni strupi, delujejo skoraj takoj in povzročijo smrt v nekaj minutah, pri počasi delujočih strupih, kot je iperit, pa lahko preteče nekaj ur do pojava resnih poškodb. Toksičnost neke snovi se lahko obravnava kot potrebna količina snovi, ki povzroči določene, škodljive učinke. Nazoren primer je primerjava med fosgenom, za katerega je potrebno več tisoč miligramov na kubični meter, da bi pobil polovico vseh prizadetih oseb, ter sarinom, za katerega je potrebno le nekaj deset miligramov.
Perzistentnost oz. obstojnost snovi označuje čas, v katerem sproščena snov ostane v okolju v nevarni obliki. Neperzistentne snovi so večinoma hlapljive in izhlapijo v nekaj minutah do nekaj urah, perzistentne snovi (npr. VX) pa so povečini goste in oljaste snovi, ki lahko ostanejo v okolju od nekaj dni do nekaj tednov. Strupi so lahko prisotni v obliki trdnin, tekočin ali plinov; večina strupov je prisotnih v obliki tekočine, med ostalim tudi živčni plini, ki so pravzaprav le aerosolizirane tekočine.
V naslednji tabeli so bojna sredstva razdeljena na glavne razrede:
| Razred              | Predstavniki | Klinični simptomi in znaki | Mehanizem delovanja | Hitrost delovanja |
| ------------------- | --- | --- | --- | --- |
| Živčni bojni strupi | - Ciklosarin (GF) - Sarin (GB) - Soman (GD) - Tabun (GA) - VX - Novičok (A-230)                                       | - Skrčenje zenic (mioza) - Zamegljen vid - Glavobol - Slabost, bruhanje in driska - Znojenje - Trzanje mišic - Dispneja - Aritmije srca, preddvorno-prekatni blok - Krči - Nezavest - Pospešen ali upočasnjen srčni utrip (tahi- ali bradikardija)                       | Inhibicija encima acetilholinesteraza, kar preprečuje razgradnjo živčnega prenašalca acetilholina v sinapsah, s tem pa pojav muskarinskih in nikotinskih učinkov                                                                                | - Inhalacija: nekaj sekund do minut (v povprečju 5-10 min); - Dermalni kontakt: lahko nekaj ur (do 18 ur)            |
| Krvni bojni strupi  | - Arzin - Cianogen klorid (CK) - Vodikov cianid (HCN) - Žveplov sulfid                                                | - Pordečitev kože (»češnjeva« barva kože) - Dispneja - Aritmije srca - Zmedenost - Slabost, bruhanje in driska - Razširitev zenic (midriaza) - Zamegljen vid - Krči pred smrtjo - Metabolna acidoza - Nezmožnost zadrževanja (inkontinenca) urina                        | - Arzin: Povzroči znotrajžilno hemolizo, ki vodi do ledvične odpovedi. - Cianogen klorid/vodikov cianid: Cianidni ion se veže na citokrom c oksidazo in tako neposredno prepreči izrabo kisika v celicah, kar povzroči histotoksično hipoksijo. | Takojšnje delovanje                                                                                                  |
| Mehurjevci          | - Žveplov iperit (HD, H) - Dušikov iperit (HN-1, HN-2, HN-3) - Luizit (L) - Fosgen oksim (CX) - Fenildiklorarzin (PD) | - Huda iritacija in bolečina na koži, očesih in sluznicah - Kožna rdečina z velikimi vodenimi mehurji, ki se zdravijo počasi in lahko postanejo gnojni - Solzenje, konjunktivitis, poškodba veznice - Razpon prizadetosti dihal od blage dihalne stiske do hudih poškodb | Preko poškodbe DNA ali povečanega sproščanja prostih radikalov povzročijo poškodbe na tarčnih mestih, predvsem na delečih celicah. | - Iperiti: Od pol ure do ene ure, pri nekaterih, kot je žveplov iperit, pa do nekaj ur - Luizit: Takojšnje delovanje |
| Dušljivci           | - Klor (C) - Fosgen (CG) - Difosgen - Klorpikrin (PS) - Etildiklorarzin - Perfluoroizobutilen (PFIB)                  | - Iritacija dihal - Iritacija očes in kože - Dispneja, kašelj - Vneto grlo - Tiščanje v prsih - Piskanje pri dihanju - Bronhospazem (zoženje svetline bronhov) | Delujejo neposredno na alveolo-kapilarno membrano, kar sproži močno vnetno reakcijo s posledičnim pljučnim edemom, zmanjšano pljučno komplianco ter moteno izmenjavo plinov.                                                                    | Takojšnje delovanje ali pa zakasnitev do 3 ur                                                                        |
| Dražljivci          | - Solzivci (CS, CN) - Razpršilec na osnovi popra (OC)                                                                 | - Hudo zbadanje v očesih, solzenje in kratkotrajna slepota - Pri OC še kašelj, oteženo dihanje in bronhospazem | Močna iritacija očesne veznice in/ali sluznice dihal | Takojšnje delovanje (pri solzivcih do 1 min)                                                                         |
| Bljuvalci           | - Adamsit (DM) - Klark I (DA) - Klark II (DC)                                                                         | - Močna iritacija očes, nosne sluznice in grla - Hud glavobol - Splošna slabost in bruhanje | Mehanizem delovanja je načeloma podoben dražljivcem, le da imajo zakasnelo in daljše delovanje, kar povzroči splošno slabost. | Zakasnelo delovanje (5-10 min)                                                                                       |

Vir: 
Poleg standardnih razredov se med kemično orožje prišteva še razne druge snovi, ki se uporabljajo za različne vojaške namene, in sicer zažigalna sredstva, herbicide, snovi z dimnim učinkom in psihotropne snovi.
Zažigalna sredstva se uporabljajo za uničevanje sovražne žive sile in/ali opreme. Pri uporabi v obliki bomb in topovskih izstrelkov se vžgejo sama, nekatera pa vsebujejo fosfor, ki se vžge ob reakciji s kisikom. Kovinska zažigalna sredstva delimo na sredstva na osnovi magnezija, ki gorijo na slabih 2.000 °C ter na termite oz. termate. Termit je najpogosteje zmes zrnatega aluminija in železovega(III) oksida, ob dodatku drugih materialov pa postane termat, gorijo pa na temperaturi okoli 2.200 °C. Omenjene temperature so zadostne za taljenje železa. Napalm (iz izvorne sestavine natrijevega palmitata) vsebuje želiran bencin, ki je zmes bencina ter zgostitvenega sredstva na osnovi aluminija; gosta zmes se tako prilepi na tarčo in se praktično ne more sprati z vodo. Sredstva z dimnim učinkom so namenjena zakrivanju vojaških enot in opreme. Najpreprostejši načini zakrivanja v preteklosti so bili prah, ki se je dvignil zaradi vozila, ter dim iz gorečega goriva. Pozneje sta se uporabljala beli in rdeči fosfor. Danes se uporabljajo posebne mešanice olja, ki so podobne motornemu olju, vendar brez dodatkov, in se jih lahko polije po razgretih površinah, kot je oklep vozila, ter titanov tetraklorid in klorosulfonska kislina, ki pa sta korozivna.
Herbicidi so se uporabljali za uničevanje pridelave hrane in/ali džungle, ki je Vietkongovskim gverilcem nudila učinkovito skrivališče pred letalskimi napad. Najbolj znani herbicidi so t. i. »Mavrični herbicidi«, kot sta Agent Orange in Agent Purple, ki sta zmesi 2,4-diklorofenoksiocetne kisline in 2,4,5-triklorofenoksiocetne kisline. Psihotropne snovi oz. psihogeniki vplivajo predvsem na možgane in vplivajo na obnašanje, zaznavanje in stanje zavesti ter tako onesposobijo tarče. Obstajata dve kategoriji, in sicer depresivi osrednjega živčevja (CŽS), tj. antiholinergiki, kot je 3-kinuklidinil benzilat (BZ), ter stimulanti CŽS, kot je LSD. Depresivi CŽS blokirajo muskarinsko akcijo acetilholina tako periferno kot centralno, in vplivajo na integrativne procese, kot so spomin, reševanje problemov, pozornost in razumevanje, v visokih odmerkih pa povzročajo toksični delirij. Stimulanti CŽS povzročijo pretirano ekscitacijo živčevja, zaradi česar je koncentracija otežena, odločanje in delovanje pa s tem neučinkovita, poleg tega pa pride do sprememb razpoloženja, čustvovanja in zaznavanja (prividi, prisluhi), pojavijo se napadi strahu (panika).

## Načini uporabe kemičnega orožja
Pri razvoju kemičnega orožja sta pomembni dve stvari, in sicer kompatibilnost z obstoječimi orožni sistemi (npr. granate s kemičnim orožjem in konvencionalne eksplozivne granate se lahko uporablja v enakih topovih) ter nastanek učinkovitega aerosola na mestu uporabe. Najučinkovitejši način uporabe kemičnega orožja je torej razpršenje (disperzija) kemikalije na tarčno območje, kar se lahko doseže s pomočjo eksplozivnih naprav (letalske bombe, topniške granate, rakete, kot je ameriška M55 raketa za živčne pline, kopenske mine in drugi projektili) ter s škropilci (ročni ali pa večje škropilne naprave, nameščene na letala ali helikopterje). V prvi svetovni vojni so Nemci uporabljali predvsem posode, ki so jih namestili v vrsto na frontni črti, nato pa so vsebino (npr. klor) hkrati izpustili, veter pa je v idealnih pogojih odnesel oblak strupenega plina proti sovražnim položajem.
Pritiski javnosti k demilitarizaciji kemičnega orožja so med ostalim vodili k temu, da so v 80-ih letih 30. stoletja razvili novi način uporabe, pri katerem sta v orožnem sistemu dve prekurzorski spojini, ki se tik pred uporabo zmešata skupaj, pri čemer nastane najbolj strupena oblika spojine (npr. VX iz oblike metilfosfonita); to imenujemo tudi binarno kemično orožje. Na ta način je olajšano uničenje orožja, poleg tega pa se strupenost kemikalije ne zmanjša s časom.
Po detonaciji naprave nastane primarni oblak strupene kemikalije z aerosolnimi delci v trdnem ali tekočem stanju; učinkovitost nastanka oblaka je odvisna tudi od termičnega delovanja eksplozije na kemikalijo, ki se lahko v znatnem deležu vžge. Oblak se nato posede na tla, na kar vplivajo značilnosti aerosola in vremenski pogoji. Kontaminacija tal ima omejen čas, vendar lahko v tem času pride do poškodb bodisi zaradi neposrednega stika bodisi zaradi stika s sekundarnim oblakom, ki nastane zaradi izhlapevanja (evaporacije) kemikalije iz tal. Kontaminacija se v končni fazi izniči zaradi razgradnje (npr. zaradi termokemičnih procesov, fotokemičnih reakcij zaradi sončne svetlobe in hidrolize z vodo) in/ali razredčitve (dilucije) kemikalije pod mejno koncentracijo (npr. zaradi padavin), ki je še strupena za organizem.
Dejavniki, ki vplivajo na razširjanje primarnega oblaka, so spremenljiva smer vetra in hitrosti nad 6 m/s, ki povzročijo razredčenje kemikalije, nizke temperature, tj. pod 0 °C, kar zmanjša izhlapevanje kemikalije, ter precipitacija, ki hidrolizira kemikalijo in spere tako aerosolne delce kot tudi pline iz atmosfere. Nasprotno od tega nevarnost tovrstnih oblakov povečujejo dejavniki, kot so stabilnost zračne mase, tj. nizke hitrosti vetra (pod 3 m/s) in temperaturni obrat oz. inverzija ter temperature nad 20 °C.

## Preventiva in zaščita
Učinki kemičnega orožja so hitri in dramatični, zato so toliko bolj pomembni hitri ukrepi za zaščito civilnega prebivalstva, predvsem v smislu evakuacije napadenega območja, kriznega obveščanja ter vnaprej pripravljen sistem zaklonišč, lahko pa se domačo hišo, ob ustrezni zaščiti (tj. zaprta okna in vrata, zaprtje okenskih in drugih špranj z lepilnim trakom, izključitev prezračevalnega sistema), improvizira v začasno zavetišče. Znak kemičnega napada je navadno veliko število ljudi, ki imajo solzne oči, probleme z dihanjem, krče in/ali motnje koordinacije, prav tako pa sum na napad vzbuja pogin večjega števila ptic, rib in drugih malih živali.
Idealen sistem za odkrivanje kemikalije lahko dovolj hitro zazna, potrdi in identificira kemikalijo, kar pa zaradi tehnoloških omejitev še vedno ni popolnoma izvedljivo. Za zaznavanje obstaja mnogo sistemov, od preprostih testnih lističev do zapletenejših mobilnih naprav, ki so predvsem v vojaški uporabi; primer tega je ameriški sistem M21 RSCAAL, ki deluje na osnovi infrardečega (IR) valovanja ter lahko zazna živčne bojne strupe in mehurjevce tudi do 5 km daleč. Potrditev in razpoznava strupa se lahko opravi v premičnih sistemih ali pa v laboratoriju. Slabost tega je nekajdnevna zamuda do izvidov, zato je to rezervirano bolj za analizo napada kot pa za pomoč pri takojšnjem zdravljenju in zaščiti.
Med zaščitnimi ukrepi je tako na vojaškem kot tudi na civilnem nivoju pomembna dekontaminacija, saj se s prenosom poškodovancev lahko kontaminirajo čisti prostori v bolnišnicah, kar zmanjša zdravstvene kapacitete. Pri tem se lahko uporabi različna razkužila in druga sredstva (npr. oksidante), od uporabe preprostega mila in vode ter domačega belila do izopropil alkohola in vodikovega peroksida; pri tem je pomembno tudi, da se odstrani vsa morebitno okužena oblačila. Na vojaškem nivoju je potrebna tudi dekontaminacije celotne opreme, od pehotnega orožja do vozil.
K osebni fizični zaščiti spadata plinska maska in zaščitno oblačilo. Novejše plinske maske ščitijo posameznika z učinkovitimi filtri, ki imajo dodano aktivno oglje ali druge adsorbense. Zaščitno oblačilo je lahko neprepustno ali pa prepustno, ki je impregnirano s posebno kemikalijo za nevtralizacijo strupa. Obe zvrsti oblečil imata svoje slabosti: v neprepustnem oblačilu se lahko telo pregreje že ob srednje težkih aktivnostih, medtem ko pri prepustnem oblačilu učinek nevtralizacijske kemikalije sčasoma oslabi.

### Prva pomoč in zdravljenje
Po ameriškem sistemu je priporočljivo vzpostaviti tri območja za hitro reševanje, in sicer »vroče območje« (angl. Hot Zone), na katerem se je zgodil napad, dekontaminacijsko območje (Decontamination Zone) in podporno območje (Support Zone), kjer se izvaja nujna pomoč in nato transport v bolnišnice.
Način izpostavitve in količina strupa sta pomembna pri določanju stopnje kontaminacije. Žrtve, ki so bile izpostavljene plinu, najverjetneje ne bodo kontaminirane z velikimi količinami plina, drugače pa je v primeru tekočih snovi in kondenzacije plina na obleki in koži; strupeni hlapi lahko izhajajo tudi iz izbljuvka. V vroče območje lahko vstopajo le izurjeni in opremljeni posamezniki. Na terenu je pomembno, da se poskuša razpoznati vrsto bojnega strupa (npr. tresenje in krči nakazujejo na živčni strup) ter oceni sistemske zaplete. V dekontaminacijskem območju je treba oceniti način in obseg izpostavitve, odstraniti vso obleko in morebiten nakit ter sprati preostali strup iz kože, lasišča in oči. V primeru zaužitja se ne sme izzvati bruhanja, pač pa mora prizadeti popiti večje količine vode, če je to možno.
V podpornem območju se prične prva pomoč in zdravljenje. Poškodovancu se mora najprej zagotoviti ABC življenjske znake (prehodnost dihalne poti, dihanje in srčni utrip). Nadaljnje zdravljenje je odvisno od vrste strupa: simptomatsko zdravljenje zajema npr. nadomeščanje elektrolitov, pri vzročnem oz. etiološkem zdravljenju pa imajo veliki pomen protistrupi oz. antidoti (glej tabelo).
| Vrsta strupa        | Protistrup | Ostali klinični posegi |
| ------------------- | --- | --- |
| Živčni bojni strupi | - Atropin in oksim (npr. pralidoksim) - Alternativna zaščita karbamat (npr. piridostigmin)                                            | - Diazepam v primeru krčev |
| Krvni bojni strupi  | - Amil nitrit - Natrijev nitrit - Natrijev tiosulfat                                                                                  | / |
| Mehurjevci          | - Za iperite ne obstaja - Omejena uporaba dimerkaprola (BAL) pri luizitu - BAL nadomeščen z novejšimi protistrupi (npr. DMPS in DMSA) | - Kožne poškodbe je treba obravnavati kot opeklinske rane - V hujših primerih je nujna intubacija in uporaba bronhodilatatorjev - Sistemsko zdravljenje zajema preprečevanje okužb in sterilizacijo prebavil |
| Dušljivci           | - Ni učinkovitega protistrupa | - Zdravljenje pljučnega edema (dovajanje kisika, diuretiki idr.) |
| Dražljivci          | - Ni učinkovitega protistrupa | - Podporno zdravljenje z izpiranjem očes in kože - V hujših primerih je potrebno dovajanje kisika |
| Bljuvalci           | - Ni učinkovitega protistrupa | - Nadomeščanje elektrolitov in dovajanje kisika |

Vir: